# Chiesa apostolica episcopale portoghese
La Chiesa apostolica episcopale portoghese ((PT)  Igreja Apostolica Episcopal) è una chiesa vetero-cattolica, membro del Consiglio Mondiale delle Chiese cattoliche nazionali. A capo della chiesa è l'Arcivescovo António José da Costa Raposo.
La sua Cattedrale è il Santuario del Signore Gesù a Mafra (Portogallo).

## La dottrina della Chiesa
La dottrina vetero-cattolica si basa su quella della Chiesa indivisa dei primi secoli, come stabilita dai Concili ecumenici. I vetero-cattolici professano la fede nella presenza reale del corpo e del sangue di Cristo nell'Eucaristia, e somministrano la Comunione sotto entrambe le specie del pane e del vino. L'Eucaristia non è vista come una ripetizione del sacrificio di Cristo, bensì come un memoriale. Il vetero-cattolicesimo prevede anche il culto di Maria, ma respinge i dogmi dell'Immacolata Concezione e dell'Assunzione. I vetero-cattolici praticano anche il culto degli angeli, degli Apostoli, dei martiri e dei santi. La chiesa permette la confessione privata, ma è previsto il perdono dei peccati durante la Messa. Le chiese vetero-cattoliche non riconoscono l'infallibilità e la giurisdizione universale del Papa. La Chiesa apostolica episcopale portoghese è contraria alla concessione dell'Ordine sacro alle donne e alla benedizione delle coppie omosessuali.